# Ana Montes
Ana Belén Montes (Norimberga, 28 febbraio 1957) è una funzionaria statunitense presso la Defense Intelligence Agency negli Stati Uniti che ha spiato per conto del governo cubano per 17 anni.
Il 21 settembre 2001 Montes, analista senior, fu arrestata e successivamente accusata di spionaggio per il governo di Cuba. Montes si è dichiarata colpevole di spionaggio e nell'ottobre 2002 è stata condannata a 25 anni di prigione seguiti da cinque anni di libertà vigilata.  È stata rilasciata il 6 gennaio 2023, dopo aver scontato 20 anni.

## Biografia
Ana Montes è nata a Norimberga, in quella che allora era la Germania occidentale, dove suo padre, Alberto Montes, era stato assegnato come medico dell'esercito degli Stati Uniti. La sua famiglia era originaria della regione asturiana in Spagna, e i suoi nonni erano immigrati a Porto Rico. La famiglia in seguito visse a Topeka, nel Kansas, e poi a Towson, nel Maryland, dove lei si diplomò alla Loch Raven High School nel 1975. Nel 1979 conseguì una laurea in affari esteri presso l'Università della Virginia, e nel 1988 completò il corso di studi specializzandosi presso "Scuola di Studi Internazionali Avanzati" della Johns Hopkins University.
Il fratello e la sorella di Montes, Tito e Lucy, divennero dipendenti del Federal Bureau of Investigation. Tito era un agente speciale dell'FBI  e Lucy un'analista linguistica e traduttrice dell'FBI. L'ex fidanzato di Ana Montes, Roger Corneretto, era un ufficiale dell'intelligence specializzato a Cuba per il Pentagono.

## Nella DIA

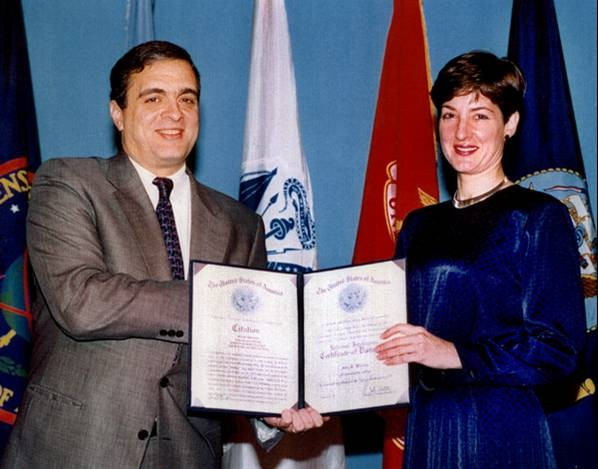
Ana Montes riceve un certificato di distinzione dal direttore della CIA George Tenet, 1997

Montes è entrata a far parte della Defense Intelligence Agency (DIA) nel settembre 1985 dopo aver lavorato per il Dipartimento di Giustizia degli Stati Uniti. Il suo primo incarico fu presso la base aeronautica di Bolling a Washington, dove lavorò come specialista nella ricerca sull'intelligence. Nel 1992, Montes è stata selezionata per il Programma di Analisti Eccezionali della DIA e successivamente si è recata a Cuba per studiare l'esercito cubano.
Prima del suo arresto, viveva in un appartamento cooperativo con due camere da letto nel quartiere di Cleveland Park a Washington.
Montes avanzò rapidamente tra i ranghi della DIA e divenne il suo analista cubano più anziano. I suoi colleghi la consideravano responsabile e affidabile e notavano il suo atteggiamento "pratico". I pubblici ministeri avrebbero poi affermato che Montes stava già lavorando per i cubani quando si unì alla DIA nel 1985.

## Spionaggio
Montes fu reclutata dall'intelligence cubana mentre era studentessa universitario alla Johns Hopkins University negli anni '80. Era conosciuta tra gli altri studenti per le sue forti opinioni a sostegno dei movimenti di sinistra latinoamericani come il Fronte Sandinista di Liberazione Nazionale in Nicaragua. Alla fine un agente cubano le si avvicinò. Dopo averla reclutata, l'intelligence cubana l'ha incoraggiata a fare domanda per un lavoro presso la Defense Intelligence Agency.
Nei documenti del caso che accusano Montes, i pubblici ministeri hanno affermato: 
I pubblici ministeri hanno inoltre affermato che tutte le informazioni erano su carta idrosolubile che avrebbe potuto essere rapidamente distrutta.
Nel corso delle indagini contro di lei, si è accertato che Montes aveva passato una quantità significativa di informazioni riservate all’intelligence cubana, comprese le identità di quattro spie americane a Cuba. Nel 2007, l'ufficiale del controspionaggio statunitense della DIA Scott W. Carmichael dichiarò pubblicamente che era stata Ana Montes a parlare agli ufficiali dell'intelligence cubana di un campo segreto dell'esercito americano in El Salvador. Carmichael affermò che Montes sapeva dell'esistenza del campo delle Forze Speciali perché lo visitò solo poche settimane prima che il campo fosse attaccato nel 1987 dai guerriglieri del "Fronte di Liberazione Nazionale Farabundo Martí" (FMLN), appoggiato da Cuba.
Carmichael, che aveva condotto l'indagine della DIA su Montes, la nominò direttamente responsabile della morte del sergente berretto verde Gregory A. Fronius, ucciso a El Paraíso, El Salvador, il 31 marzo 1987, durante l'attacco dell'FMLN. Carmichael ha definito "eccezionalmente grave" il danno inflitto da Montes alla DIA e ad altre agenzie di intelligence statunitensi, affermando di aver compromesso un "programma di accesso speciale" tenuto nascosto anche a lui, l'investigatore principale del suo caso.
Carmichael ha inoltre affermato che, a differenza di molti nella comunità dell'intelligence statunitense, credeva che la penetrazione di Montes nella DIA non fosse l'eccezione, ma la regola, e che i servizi di intelligence cubani avessero molteplici spie e talpe all'interno delle agenzie di intelligence statunitensi.
Nel 2004 un atto d'accusa federale affermava che Montes aveva ricevuto l'assistenza di un'altra agente cubana, Marta Rita Velázquez, un tempo funzionaria legale presso l'Agenzia degli Stati Uniti per lo sviluppo internazionale, che sarebbe stata inoltre accusata di aver reclutato Montes nello spionaggio. L'accusa federale è stata aperta nell'aprile 2013. Velázquez è fuori dagli Stati Uniti dal 2002, apparentemente in Svezia, che non ha un trattato di estradizione con gli Stati Uniti per i casi di spionaggio.

## Arresto
Montes è stata arrestata dal Federal Bureau of Investigation nel suo ufficio il 21 settembre 2001. I pubblici ministeri hanno dichiarato che Montes era a conoscenza di informazioni riservate sull'imminente invasione dell'Afghanistan da parte dell'esercito americano nell'ottobre 2001 e che non volevano che lei rivelasse queste informazioni a potenziali nemici.
Nel 2002, Montes si dichiarò colpevole dell'accusa che avrebbe potuto comportare la pena di morte, ma fu condannata a 25 anni di carcere nell'ottobre dello stesso anno dopo aver accettato un patteggiamento con il governo degli Stati Uniti.  Durante l'udienza della sentenza, Montes ha descritto la politica degli Stati Uniti nei confronti di Cuba come crudele e ingiusta e ha detto: "Mi sono sentita moralmente obbligata ad aiutare l'isola a difendersi dai nostri sforzi per imporle i nostri valori e il nostro sistema politico". Dopo essersi dichiarata colpevole, Montes disse anche che desiderava proteggere Cuba dagli Stati Uniti e che credeva che "tutto il mondo è un paese". In una lettera del 2013 dal carcere a un amico, Montes ha scritto: "Credo che la moralità dello spionaggio sia relativa. L'attività tradisce sempre qualcuno, e alcuni osservatori penseranno che sia giustificata e altri no, in ogni caso".

## In carcere

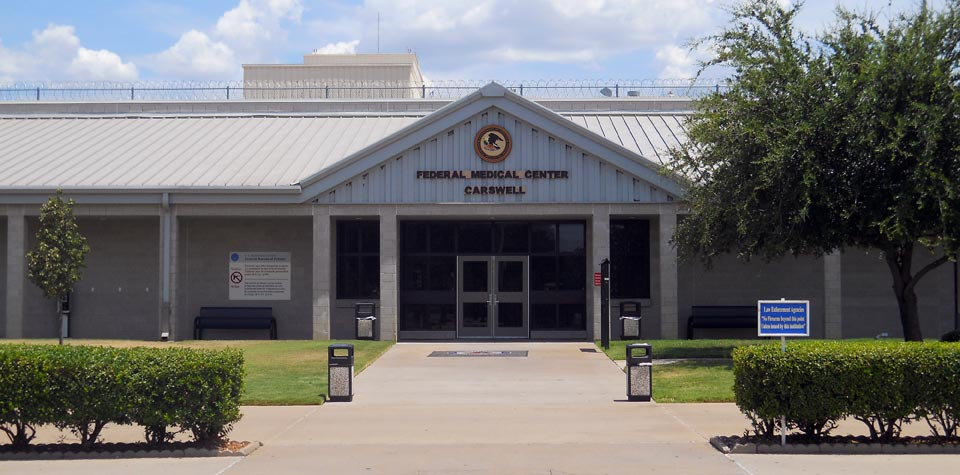
FMC Carswell, dove Montes è stata in carcere

Montes è stata incarcerata presso la FMC Carswell a Fort Worth, in Texas. FMC Carswell è elencata dal Federal Bureau of Prisons come una struttura situata nell'angolo nord-est della Naval Air Station, Joint Reserve Base, Fort Worth, che fornisce servizi medici e di salute mentale specializzati alle donne incarcerate.
Montes è elencata come registro FMC n. 25037-016. È stata rilasciata il 6 gennaio 2023 e sarà monitorata, compreso il suo utilizzo di Internet, per cinque anni. A Montes non sarà consentito contattare "agenti stranieri" o lavorare per il governo americano "senza permesso".
Attualmente vive a Porto Rico e continua a denunciare le sanzioni statunitensi contro Cuba.